# Robert John Godfrey

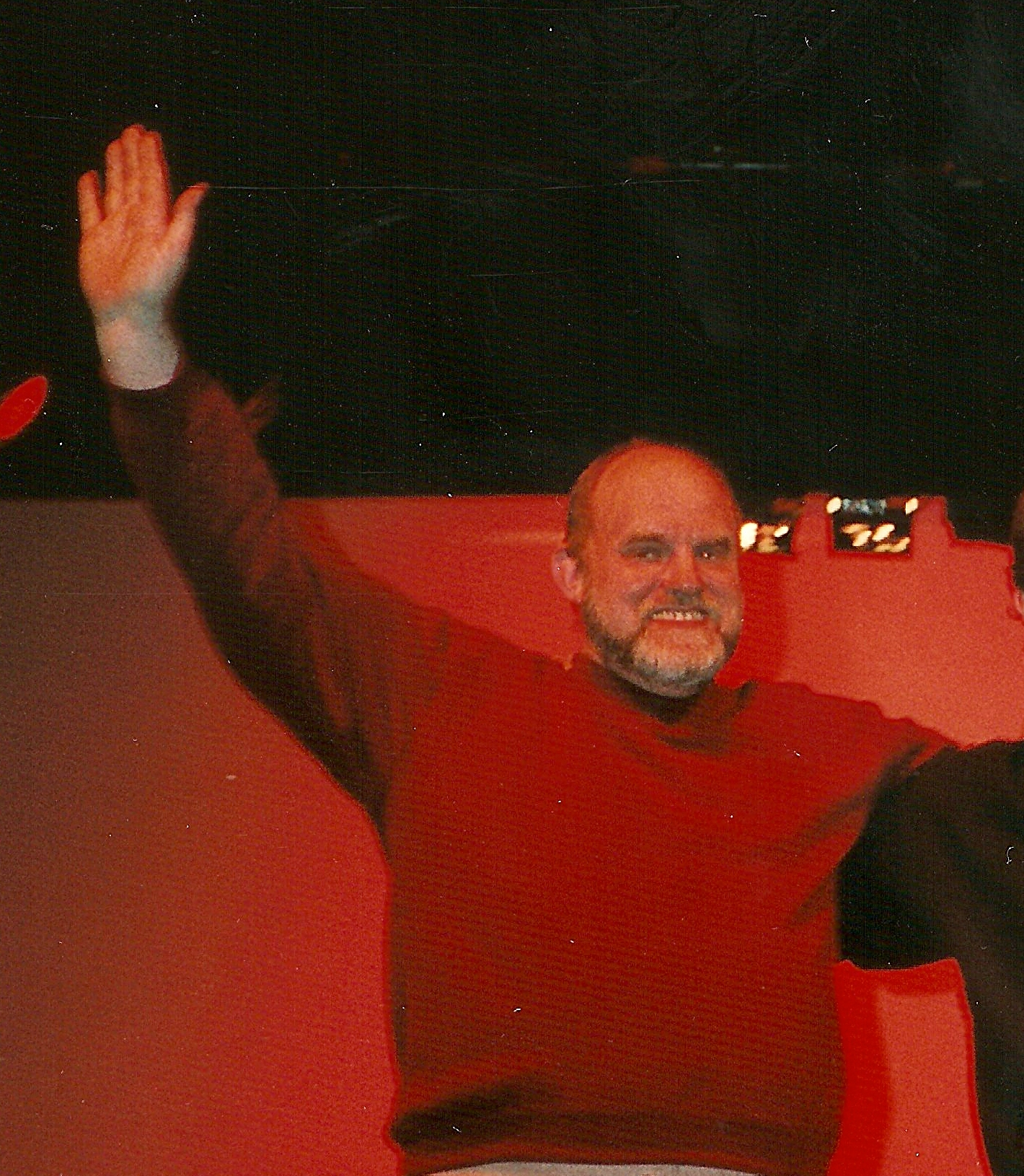
Robert John Godfrey (1998)

Robert John Godfrey (* 30. Juli 1947 auf Leeds Abbey Farm in Leeds Village, Kent, England) ist ein britischer Komponist, Pianist und Gründungsmitglied der Progressive-Rock-Band The Enid.

## Leben
Robert John Godfrey wurde auf den Ländereien von Leeds Castle geboren, die von seinem Großvater mütterlicherseits bewirtschaftet wurden. Er besuchte Finchden Manor, eine Anstalt für schwierige aber begabte Jungen. Weitere bekannte Schüler in Finchden waren zum Beispiel Alexis Korner und Tom Robinson.
Obwohl er erst mit zwölf Jahren begann, Klavier zu spielen, studierte er ab 1965 im Royal College of Music, danach an der Royal Academy of Music. Während seiner Studentenzeit kam er mit der bunten Szene des Swinging London und des Summer of Love in Kontakt.
1969 gab er die Karriere als Konzertpianist auf, um Rockmusik zu machen. In den Abbey Road Studios arbeitete er mit Norman Smith, der als Produzent die Bands Pink Floyd und Barclay James Harvest (BJH) betreute. Es entwickelte sich eine Zusammenarbeit von Godfrey mit BJH, die bis 1971 andauerte. Als musikalischer Leiter ließ er die Gruppe Aufnahmen mit einem Orchester machen und brachte dies auch live auf die Bühne.
Godfrey bekam einen Plattenvertrag bei Charisma Records und nahm das Soloalbum Fall of Hyperion auf, das 1974 erschien. Im selben Jahr gründete er mit Stephen Stewart und Francis Lickerish, zwei Schülern von Finchden Manor, die Band The Enid. Godfrey warb Peter Roberts als Sänger an, den er vom Royal College of Music kannte. Am Neujahrstag 1975 beging Roberts Selbstmord, woraufhin die Gruppe ihr Debütalbum In the Region of the Summer Stars instrumental einspielte. Das Album kam 1976 heraus. Auch die nachfolgenden Enid-Alben kamen ohne Gesang aus.
Nach dem vierten Album kam es 1980 zum vorläufigen Ende der Band, als ihre damalige Plattenfirma Pye Records bankrottging. Godfrey und Stewart machten in Suffolk das Lodge Recording Studio auf. Zu ihren Kunden gehörte Kim Wilde, die 1981 ihr erstes Album und ihren Hit Kids in America mit The Enid als Band aufnahm. Ab 1983 gab es auch wieder Alben von The Enid, jetzt auch mit Gesang. Trotz weiterer Unterbrechungen besteht The Enid auch heute noch (2013).
Mitte 2013 gab Robert John Godfrey bekannt, dass er an Alzheimer erkrankt ist.